# 크레그 워슨

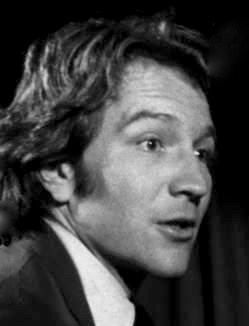

크레이그 와슨(Craig Wasson, 1954년 3월 15일 ~ )은 미국의 배우, 영화 제작자, 작곡가이다.
유진에서 태어났다.

## 출연 작품
- 새스콰치 마운틴 (2006년)
- 아키라 앤 더 비 (2006년)
- 푸에토 발라타 스퀴즈 (2004년)
- 고스트 록 (2003년) - 체로키 빌 역
- 데블 스네이크 (2001년)
- 에폭 (2000년)
- 언더 프레셔 (2000년) - 엘긴 베이츠 역
- 포르노그래퍼 (1999년)
- 벨로시티 트랩 (1997년)
- 불의 수확 (1996년)
- 투마로우 맨 (1996년)
- 분노의 장미 (1995년)
- 데드 트랩 (1994년)
- 스트랩트 (1993년)
- 말콤 X (1992년)
- 미드나잇 피어 (1990년)
- 나이트메어 3 - 꿈의 전사 (1987년) - 닥터 닐 고든 역
- 남성 클럽 (1986년)
- 침실의 표적 (1984년)
- 해외 여행 (1983년)
- 고스트 스토리 (1981년) - 돈/데이빗 원덜리 역
- 매혹의 소나타 (1981년)
- 스키조이드 (1980년)
- 삐에로 프랭키 (1980년)
- 대전장 (1978년)
- 3중대의 병사들 (1978년)
- 위험한 열차 (1977년)
- 아이시스 (1975년)

### 텔레비전
- 원 라이프 투 리브 (1968년)